# Царёва, Екатерина Михайловна
Екатери́на Миха́йловна Царёва (род. 11 июня 1936, Москва) — музыковед, педагог, доктор искусствоведения, профессор. Заслуженный деятель искусств РФ.

## Биография
Родилась в семье выдающегося актёра Михаила Ивановича Царёва.
Обучалась в Детской музыкальной школе  Музыкального училища при Московской консерватории по классу фортепиано О. Ф. Мухортовой, затем в 1955 окончила само Училище по классу фортепиано М. Я. Сивер. 
В 1960 году окончила теоретико-композиторский и фортепианный факультеты МГК им. П. И. Чайковского. Педагоги: А. А. Егоров и Л. М. Левинсон (фортепиано), Р. И. Грубер, Н. С. Николаева (научный руководитель дипломной работы и кандидатской диссертации), И. В. Нестьев, Ю. В. Келдыш, А. И. Кандинский (история музыки), В. О. Берков, С. С. Скребков (гармония), В. В. Протопопов (полифония), Л. А. Мазель (анализ музыкальных произведений), И. А. Барсова (чтение партитур), Ю. А. Фортунатов (инструментовка). Тогда же Екатерина Михайловна начала педагогическую деятельность (музыкальная литература) в Академическом музыкальном училище при Московской консерватории, там же заведует цикловой комиссией.
В 1963 году окончила аспирантуру МГК им. П. И. Чайковского
С 1964 года преподаёт на кафедре истории зарубежной музыки Московской консерватории (с 1992 — профессор).
В 1973 году защитила кандидатскую диссертацию на тему «Фортепианное творчество Брамса».
В 1991 году защитила докторскую диссертацию на тему «Иоганнес Брамс».
Среди учеников — музыковеды, работающие в различных учебных заведениях страны (в том числе АМУ при МГК им. П. И. Чайковского) и за рубежом: Е. Битерякова, И. В. Брянцева, О. Будакова, Е. Э. Верещагина, И. Гребнева, М. Егорова, К. Зенкин, Е. Карелина, З. Карташева, Е. Д. Кузнецова, Г. Моисеев, Б. В. Мукосей, С. Г. Мураталиева, И. В. Охалова (до 2016 года), Д. Р. Петров, В. П. Павлинова, М. Плазинская, С. Роговой, М. Фролова-Уокер (Кембридж), Т. Фрумкис (Берлин), О. К. Ходыко и другие.